# St John Philby
St John Philby (Badulla, 3 aprile 1885 – Beirut, 30 settembre 1960) è stato un esploratore, diplomatico, ornitologo e agente segreto (spia) britannico.

## Biografia
Nel 1932 attraversò il Rub' al-Khali e nel 1937 il Najd. Convertitosi all'Islam, visse nell'Higiaz, dove divenne funzionario del monarca locale Ibn Saʿūd, di cui fu sostenitore durante la rivolta araba. Era il padre dell'agente segreto Kim Philby.

## Opere scelte
- H. St. John B. Philby, A pilgrim in Arabia, Londra, 1946
- Arabian days, Londra, 1948
- Arabian jubilee, Londra, 1952
- Forty years in the wilderness, Londra, 1957